# Jordan Leborgne
Pour les articles homonymes, voir Leborgne.
Jordan Leborgne, né le 29 septembre 1995 à Pointe-à-Pitre (Guadeloupe), est un footballeur français, international guadeloupéen, qui joue au poste de milieu relayeur à QRM.

## Carrière

### Débuts et formation
Né à Pointe-à-Pitre, ce joueur se tourne très rapidement vers le football. Il prend sa première licence à l'Union des artistes du Raizet (l'UNAR), club des Abymes. Il est repéré par le Stade Malherbe de Caen à l'âge de 15 ans lors d'un match face au Solidarité scolaire, club de celui qui deviendra son ami et avec qui il intégrera le centre de formation du club normand, Thomas Lemar.
Il effectue par la suite toutes ses classes dans toutes les catégories du club et intègre l'équipe réserve à l'âge de 16 ans. Puis en 2013, il signe son premier contrat Élite à 17 ans.

### Carrière professionnelle
Lors de la saison 2015-2016, il signe son premier contrat professionnel de 3 ans. Très vite, il impressionne son entraîneur, Patrice Garande, qui n'hésite pas à l'intégrer au groupe professionnel dès la 3e journée. Lors de la 5e journée, face à Troyes (victoire 1-3), il fait sa première apparition en remplaçant Ronny Rodelin. Le 26 septembre, il connaît sa première titularisation face au Gazélec Ajaccio (8e journée, victoire 2-0). Il conclut sa première saison avec le groupe professionnel avec 14 apparitions dont 7 titularisations.
La saison suivante est plus compliquée, sur la phase aller, il n’apparaît qu'à une seule reprise, seulement titularisé face à Saint-Étienne (10e journée, défaite 0-2). Au sein d'un milieu de terrain très étoffé qui compte Steed Malbranque, Jonathan Delaplace, Jean-Victor Makengo, Julien Féret ou encore Nicolas Seube, sa deuxième titularisation n'intervient qu'en février face à Bordeaux (24e journée, défaite 0-4), une nouvelle fois au poste d'arrière droit. Il n'entrera par la suite qu'à quatre reprises en cours de jeu.
Il réalise une saison 2017-2018 blanche, ne disputant aucune minute de jeu, en championnat ou lors des coupes nationales. En fin de contrat, il n'est pas prolongé et est victime d'une rupture du talon d'Achille lors de ses vacances. Il tente de rebondir en Espagne au Berja CF qui évolue en troisième division où il s'engage en mars 2019. En juillet, il rejoint la réserve de l'En avant Guingamp en National 2.
Le 3 juin 2020, arrivé en fin de contrat avec la réserve de l'En avant Guingamp, il s'engage en faveur du Rodez Aveyron Football, qui évolue alors en Ligue 2. Au terme de la saison 2021-2022, il n'est pas conservé par le club aveyronnais.

### Carrière internationale
Natif de Pointe-à-Pitre en Guadeloupe, Jordan Leborgne est appelé pour la première fois en sélection guadeloupéenne en mars 2022 pour affronter le Cap-Vert et la Martinique. Il fait ses débuts face au Cap-Vert le 23 mars 2022.
En juin 2025, il est convoqué pour disputer la Gold Cup 2025.

## Statistiques
| Saison                | Club                  | Championnat           | Championnat | Championnat | Coupe nationale | Coupe nationale | Coupe de la Ligue | Coupe de la Ligue | Guadeloupe | Guadeloupe | Total | Total |
| Saison                | Club                  | Division              | M.          | B.          | M.              | B.              | M.                | B.                | M.         | B.         | M.    | B.    |
| 2015-2016             | SM Caen               | Ligue 1               | 14          | 0           | 0               | 0               | 0                 | 0                 | -          | -          | 14    | 0     |
| 2016-2017             | SM Caen               | Ligue 1               | 7           | 0           | 1               | 0               | 1                 | 0                 | -          | -          | 9     | 0     |
| 2017-2018             | SM Caen               | Ligue 1               | 0           | 0           | 0               | 0               | 0                 | 0                 | -          | -          | 0     | 0     |
| Sous-total            | Sous-total            | Sous-total            | 21          | 0           | 1               | 0               | 1                 | 0                 | -          | -          | 23    | 0     |
| 2018-2029             | CF Berja              | Segunda División B    | 3           | 0           | 0               | 0               | -                 | -                 | -          | -          | 3     | 0     |
| 2019-2020             | En avant Guingamp B   | National 2            | 16          | 1           | -               | -               | -                 | -                 | -          | -          | 16    | 1     |
| 2020-2021             | Rodez AF              | Ligue 2               | 29          | 3           | 2               | 0               | -                 | -                 | -          | -          | 31    | 3     |
| 2021-2022             | Rodez AF              | Ligue 2               | 27          | 2           | 2               | 0               | -                 | -                 | 2          | 0          | 31    | 2     |
| Sous-total            | Sous-total            | Sous-total            | 56          | 5           | 4               | 0               | 1                 | 0                 | 2          | 0          | 63    | 5     |
| Total sur la carrière | Total sur la carrière | Total sur la carrière | 96          | 6           | 5               | 0               | 1                 | 0                 | 2          | 0          | 104   | 6     |